# Estimat John
Estimat John (títol original en anglès, Dear John) és una pel·lícula romàntica estatunidenca de 2010, basada en la novel·la homònima de Nicholas Sparks. Va ser dirigida per Lasse Hallström i protagonitzada per Channing Tatum i Amanda Seyfried. Narra la història de John Tyree (Channing Tatum), un atractiu soldat que -estant a casa de permís- s'enamora de Savannah Lynn Curtis (Amanda Seyfried), una jove estudiant d'una estricta universitat. Aquesta pel·lícula ha estat doblada al català.

## Argument
John (Channing Tatum) és un soldat de les Forces Especials que estima el que fa; però al seu torn té conflictes interns no resolts el que el fa ser una persona de poques paraules. Durant el seu període de permís va a visitar al seu pare a Carolina del Sud. Savannah (Amanda Seyfried) és a més pretesa per diversos candidats que estan entre els seus amics. John i Savannah es coneixen de casualitat en una platja i immediatament ella se sent atreta feia John. John al seu torn s'obre cap Savannah i la convida a conèixer el seu món íntim. La trobada es transforma en un idil·li imparable de dues setmanes i ràpidament els seus sentiments s'aprofundeixen fins que es converteix en un amor apassionat. Quan John és forçat a tornar a les seves forces de desplegament a l'Orient i Savannah ha de tornar a la universitat, la parella promet enviar cartes. A través d'una contínua correspondència, el seu amor floreix i la profunda història d'amor romàntic es perllonga.
A mesura que passa el temps, John i Savannah només poden veure esporàdicament. El període de John en el seu destacament a l'estranger s'estén i la vida de Savannah segueix el seu curs. Al mateix temps que la situació al món es torna cada vegada més complexa, Savannah es troba constantment preocupada per la seguretat de John, i John es debat entre la dedicació a la seva feina i el seu desig de tornar a casa i tenir una vida amb Savannah. Tot i la creixent tensió entre els seus desitjos i responsabilitats la parella lluita per mantenir el seu compromís. Però quan una inesperada tragèdia es produeix en el cercle de Savannah, ella li escriu fredament que s'ha compromès amb una persona i que tot acaba. En un dels permisos, John s'assabenta que el seu pare està en estat terminal a un hospital i s'acomiada d'ell establint en aquest moment crític una entranyable comunicació de comiat sincera de part de John. El pare mor. Al final John torna, el seu retorn provoca una confrontació emocional amb Savannah, tot i la situació de compromís de Savannah en què ella per compassió s'ha casat amb un dels seus millors amics el qual pateix de càncer, tot i que els sentiments estan latents, la parella es veu forçada a descobrir si el seu amor és capaç de sobreviure.

## Repartiment
- Channing Tatum com a John Tyree.
- Amanda Seyfried com a Savannah Lynn Curtis.
- Henry Thomas com a Tim Wheddon.
- Scott Porter com a Randy.
- Richard Jenkins com a Bill Tyree.
- Keith Robinson com a capità Stone.
- Leslea Fisher com a Susan.
- Mary Rachel Dudley com a la Sra. Curtis
- Bryce Hayes com a Jerry.
- Daniela Aréchiga com a Shelly.

## Banda sonora
- Joshua Radin i Schuyler Fisk – «Paperweight»
- The Swell Season – «The Moon»
- 311 – «Amber»
- The Donkeys – «Excelsior Lady»
- Wailing Souls – «Things & Time»
- Amanda Seyfried i Marshall Altman – «Little House»
- Fink – «This Is the Thing»
- Rosi Golan – «Think of Me»
- Rachael Yamagata i Dan Wilson – «You Take My Troubles Away»
- Deborah Lurie – «Dear John Theme»
- Snow Patrol ft. Martha Wainwright – «Set The Fire To The Third Bar»